# 佐藤藍子
佐藤藍子（1977年9月26日—），出生於神奈川縣川崎市，隸屬Oscar Promotion事務所的女演員，參加第六回全日本國民美少女比賽獲得冠軍踏入演藝圈。曾經參演日本暢銷漫畫《淘氣小親親》的改編連續劇《惡作劇之吻》，因此一炮而紅。2007年9月26日與馬術師沼田拓馬閃電結婚。

## 人物簡歷

### 特徵
身高164公分，有極深的近視，眼睛與耳朵都大大的，可以說是佐藤的特徵。

### 經歷
1977年出生神奈川縣川崎市，日出女子學園高校畢業。
1992年參加《第六回全日本國民美少女比賽》得到冠軍殊榮，同期的藝人包括米倉涼子等藝人。1996年時演出連續劇《變[HEN]》，這部連續劇裡的佐藤藍子是以男裝演出，造成不小的話題。

## 演出

### 電影
- 《武鬥派刑事2 HEART CRASH》（1995年4月公開）
- 《神奇寶貝劇場版：超夢的逆襲》（1998年7月）
- 《穿梭迷情 Timeleap》（1998年）
- 《獅子王2:辛巴的榮耀》
- 《春天的居所》 （2006年2月公開）

### 電視劇
- 《變[HEN]》（1996年 朝日）佐藤雪
- 《午夜的月亮》（1996年 TBS) 富樫智香
- 《惡作劇之吻》（又名：一吻定情）（1996年 朝日）相原琴子
- 《LOVE&PEACE》（1998年、 NTV）
- 《麻辣女教師》（1999年4月14日～1999年6月30日、 富士電視台）矢代
- 《BRAND》（2000年1月～3月 富士）森山由里
- 《次郎長三國志》（2000年、TBS）阿蝶
- 《晨間小說連續劇《水姑娘》（2001年 NHK）佐佐木奈奈子
- 《利家與松》 （2002年 NHK大河劇）麻阿
- 《薔薇的十字架》 （2002年 富士）
- 《篤姬》 （2008年1月-12月 NHK大河劇）小之島
- 《柳生一族的陰謀》 （2008年 朝日）
- 《水戶黃門》第42部 （2011年2月28日）
- 《孤獨的美食家》 第2季 第1集（2012年10月10日、東京電視台）
- 《惡作劇之吻2013》第一季10集飾演護士（2013年3月29日、富士電視台）
- 《五星級旅行社》第09集 飾演芹沢江利奈（2015年1月8日 TBS）